# Василий Зуев
Василий Фьодорович Зуев (на руски: Василий Фёдорович Зуев) е руски биолог, пътешественик-изследовател, академик от Руската академия на науките (1787).

## Произход, образование и първо плаване (1754 – 1781)
Роден е на 1 януари 1754 година в Санкт Петербург, тогава в пределите на Руската империя, в семейство на войник от Семьоновския полк. Учи в Санктпетербургската академична гимназия, а след това в Академичния университет.
Едва 14-годишен е зачислен в експедицията на Петер Симон Палас през 1768 – 1774. Самостоятелно през лятото на 1771 от Тоболск се спуска по Иртиш и Об до Салехард, а оттам достига на север до Байдарацка губа. Изследва 170 км от източния склон на Полярен Урал до връх Константинов Камен и част от крайбрежието на Байдарацкия залив до устието на река Кара, като по време на изследванията си открива югоизточната част на хребета Пай-Хой. През 1772 получава нова задача от Палас като от Красноярск се спуска по Енисей и описва реката до устието ѝ.
След като се завръща от шестгодишното си пътешествие през 1774 е командирован в чужбина, за да усъвършенства знанията си за чужди езици и за изучаване науките за природата. До 1779 учи в университетите в Лайден и Страсбург. След завръщането си защитава дисертация на тема: „Idea metamorphoseos insectorum ad caetera animalia applicata“ и става адъюнкт (доцент) в Академията на науките.

## Експедиционна и научна дейност (1781 – 1782)
През 1781 – 1782 възглавява научна експедиция, която изследва района на реките Южен Буг и Днепър. През лятото на 1781 изследва част от Средноруското възвишение и открива Кривойрожкия железноруден басейн, а през лятото на 1782 – Приднепровското възвишение (323 м).
Първия етап от пътуването си до Черно море Зуев живо описва в публикуваната през 1787 книга: „Путешественные записки Василия Зуева от С.-Петербурга до Херсона в 1781 и 1782 году“. В нея той привежда исторически и статистически данни за различни местности, съобщава сведения, касаещи бита, образованието, нравите и вярванията на местните жители, дава сведения за циганите и циганския език и други.
При пристигането си в Херсон през декември 1781, се качва на руски кораб и пристига в Константинопол. След като пребивава 40 дни в турската столица по суша се завръща в Херсон като преминава през България, Влахия, Молдавия и Бесарабия. Оттам за кратко пребивава в Крим, но поради опасност за живота си се налага бързо да напусне. Пътешествието си до Крим описва в статията: „Выписки из путешественных записок Василия Зуева, касающихся полуострова Крыма“.
От двугодишното си пътешествие Зуев се завръща с голямо количество научни материали – карта на черноморското крайбрежие от Измаил до Константинопол, морска карта на Днепровския лиман с обозначени дълбочини, колекции от минерали, насекоми, пеперуди, препарирани птици, риби и животни, хербарии и 8 географски и топографски карти, съставени от него по време на пътуването му.

## Последни години (1783 – 1794)
За приноса му към науката през 1787 г. му е присъдено академично звание. Последните години от живота си Зуев прекарва в изолация. Нееднократно се обръща с писма до Академията на науките с планове за експедиции, но му е отказвано. Консервативно настроените академици подемат против него клеветническа кампания с лъжи и доноси. Всичко това допринася за ранната смърт на Зуев, едва на 40 години, който умира оклеветен, но не сломен.

## Памет
Неговото име носи полуостров Зуев (75°54′ с. ш. 93°02′ и. д. / 75.9° с. ш. 93.033333° и. д.) на северозападното крайбрежие на п-ов Таймир.